# Trésor de guerre (film)
Pour l'épisode de la bande dessinée Les Centaures, voir Trésor de guerre.
Pour plus de détails, voir Fiche technique et Distribution.
Trésor de guerre (Un ponte per l'inferno) est un film de guerre yougoslavo-italien d'Umberto Lenzi sorti en 1986.

## Synopsis
Pendant la Seconde Guerre mondiale, une poignée de prisonniers de guerre s'échappe d'un camp nazi près de Sarajevo. Par l'entremise du jeune Igor, ils font la connaissance d'un groupe de résistants : le pilote américain Bill Rogers, le fantassin italien Mario Espozi et l'Autrichien Blinz, déserteur de la Wehrmacht. Tous, ils se battent pour retrouver la liberté avec l'aide de la Yougoslave Vanya, en s'emparant de chars, en détruisant des avions, en défendant un couvent de religieuses et en sabotant le pont Kociak. Ils transportent également dans leurs fontes un trésor de guerre. Ils parviennent ainsi à atteindre leur objectif malgré la supériorité allemande.

## Fiche technique
- Titre français : Trésor de guerre[1]
- Titre original italien : Un ponte per l'inferno[2]
- Réalisation : Umberto Lenzi
- Scénario : Umberto Lenzi
- Photographie : Luigi Ciccarese (it)
- Montage : Alessandro Lucidi (it)
- Musique : Fabio Frizzi
- Production : Boro Banjac, Alessandra Spagnuolo, Ettore Spagnuolo, Walter Brandi
- Sociétés de production : A.M. Trading International, Avatar Productions, Sutjeska Film
- Pays de production :  Italie -  Yougoslavie
- Langue originale : Italien
- Format : Couleur - 2,35:1 - Son mono - 35 mm
- Durée : 88 minutes (1 h 28)
- Genre : Aventures de guerre[1]
- Dates de sortie :
  - Italie : 1986
  - France : 22 juillet 1987[1]

## Distribution
- Andy J. Forest : Lieutenant Bill Rogers
- Carlo Mucari (it) : Sergent Mario Esposito, dit « Pazilbo »
- Paky Valente: Blitz
- Francesca Ferre (sous le nom de « Francesca Ferrè ») : Vanya
- Zdenko Jelcic (sous le nom de « Sdenko Jelèiè ») : Milan Kovic
- Vuk Mannic (sous le nom de « Vuk Mannic' ») : Le capitaine SS
- Zlatko Martincevic (sous le nom de « Zlatko Martincevic' ») : Le lieutenant SS
- Drago Pavlic (sous le nom de « Dragan Pavlic') : Sergent Herzog
- Demeter Bitenc : Colonel Schlieten (images d'archives) (non crédité)
- Zdravko Biogradlija : Le commandant de la batterie de mortiers allemande (images d'archives) (non crédité)
- Branko Đurić : Major Schultz (non crédité)
- Ranko Gučevac : Lieutenant Gruber (non crédité)
- Hannjo Hasse : Colonel Hoffmann (images d'archives)